# 邻苯二酚
鄰苯二酚（1,2-dihydroxybenzene）也稱兒茶酚（catechol）、焦兒茶酚（pyrocatechol），化学式為C6H4(OH)2，结构是苯的两个鄰位氫被羥基取代後形成的化合物，是水果及蔬菜中通常存在的酚类，属于植物鞣质的成分，在体内可氧化成醌。

## 性质
无色或白色晶体，可燃，可以昇华，其固体或溶液露置于空气中时，会逐渐氧化变为棕褐色。可溶于水、乙醚、苯、氯仿，易溶于氢氧化物和吡啶中。有一定的毒性，中毒症状与苯酚的中毒症状类似，为呼吸道刺激、血压升高、体温不稳定等。

## 制取
最早由干馏儿茶素或原儿茶酸（3,4-二羟基苯甲酸）得到，故名“儿茶酚”。它多数以衍生物存在于自然界中。
工业上通过苯酚与过氧化氢（见下）反应，邻二氯苯的水解，邻氯苯酚在碱性介质中水解，或邻羟基苯磺酸钠的碱熔来制取邻苯二酚。其年产量约为20000吨，大多数用作制取杀虫剂、香料、香精和医药的原料。也用作有机合成试剂。
C6H5OH  +  H2O2    →   C6H4(OH)2  +  H2O
实验室中，可以通过在氢氧化钠水溶液中，过氧化氢与水杨醛发生达金反应制备邻苯二酚。

## 反应
邻苯二酚与三氯化磷、三氯氧磷、光气或硫酰氯反应时，可以发生缩合生成环酯，通式如下：
C6H4(OH)2  +  XCl2   →  C6H4(O2X)  +  2 HCl
X = CO、SO2、PCl、P(O)Cl
邻苯二酚与氯化铁作用显绿色，碱性溶液与Fe(III)作用生成红色的[Fe(C6H4O2)3]3−。与乙酸铅生成不溶沉淀。它具还原性，可以和银氨溶液和斐林试剂作用，加入氧化剂（如硝酸铈铵）时，会被氧化为邻苯醌。